# Winslow (cratera)
Winslow é uma cratera de impacto no quadrângulo de Iapygia em Marte, localizada a 3.8° S e 300.8° W.  Ela possui 1 km em diâmetro e recebeu o nome de uma cidade no Arizona, Estados Unidos, que fica lodo ao lado da cratera do Meteoro. A cratera do Meteoro na Terra e a cratera Winslow em Marte possuem tamanhos e características de infravermelho  similares.